# Иж (река)
Иж (Болшой Иж) (на руски: Иж, Большой Иж; на удмуртски: Оӵ; на татарски: Иж) е река в Република Удмуртия и Република Татарстан на Русия, десен приток на Кама (ляв приток на Волга). Дължина 259 km, от които 160 km в Удмуртия и 97 km в Татарстан. Площ на водосборния басейн 8510 km².
Река Иж води началото си под името Болшой Иж (22 km) от Можгинското възвишение, на 248 m н.в., на 3 km северно от село Кенервай, в централната част на Република Удмуртия. Тече в южна посока, предимно в широка и плитка долина, като силно меандрира. По отделни участъци в долното ѝ течение преминава част от границата между Удмуртия и Татарстан. Влива отдясно в река Кама (в Ижкия залив на Нижнекамското водохранилище), при нейния 124 km, на 58 m н.в., на 3 km западно от село Татарская Чилна, в северната част на Република Татарстан. Основни притоци: леви – Позим (52 km), Кирикмас (108 km); десни – Чаж (50 km). Има смесено подхранване с преобладаване на снежното (през лятото преобладава подземното) с ясно изразено пролетно пълноводие от март до юни, когато преминава 59% от годишния ѝ отток. Среден годишен отток при село Лебединое Озеро 34,1 m³/s. Замръзва в средата на ноември, а се размразява в средата на април. В град Ижевск е изградена преградната стена на Ижевското водохранилище. В най-долното си течение е плавателна за плиткогазещи съдове. По течението ѝ са разположени населени места, в т.ч. столицата на Република Удмуртия град Ижевск.